# سکند آرخانگلسک یونایتد اوییشن دیویزیون
سکند آرخانگلسک یونایتد اوییشن دیویزیون (به انگلیسی: 2nd Arkhangelsk United Aviation Division) یک شرکت هواپیمایی است که در تاریخ ۱۹۳۵ میلادی تأسیس شده است.
دفتر مرکزی سکند آرخانگلسک یونایتد اوییشن دیویزیون در آرخانگلسک، روسیه واقع شده‌است و قطب این شرکت هواپیمایی در فرودگاه وسکوف قرار دارد .